# Tập đoàn quân 51 (Liên bang Nga)
Tập đoàn quân binh chủng hợp thành 51 "Donetsk" (tiếng Nga: 51-я гвардейская общевойсковая Донецкая армия) là một đơn vị của Lục quân Nga thuộc biên chế của Quân khu Nam. Tiền thân là Quân đoàn 1 "Donetsk" mà tiền thân của quân đoàn này lại là đơn vị dân quân của Cộng hòa Nhân dân Donetsk. Đơn vị chính thức được nhập vào Nga vào ngày 31 tháng 12 năm 2022 sau khi Nga sáp nhập lãnh thổ Donetsk chiếm đóng được.. Tư lệnh hiện tại là Trung tướng Sergei Vitalievich Milchkov.

## Cơ cấu
Tập đoàn quân 1 bao gồm các đơn vị sau:
- Lữ đoàn bộ binh Cận vệ 1 "Slavyansk"[3] (số hiệu 00100)
- Lữ đoàn bộ binh Cận vệ 5 "Oplot" mang tên A. V. Zakharchenko[4][5] (số hiệu 08805)
- Lữ đoàn bộ binh Cận vệ 9 Huân chương Mariupol-Khingan
- Lữ đoàn bộ binh 95[6]
- Lữ đoàn bộ binh Cận vệ 110[7] (số hiệu 08826) (Trước đây là lữ đoàn xạ kích mô tô hóa số 100)
- Lữ đoàn bộ binh Cận vệ 114[8] (số hiệu 08818) (trước đây là trung đoàn 11)
- Lữ đoàn bộ binh Cận vệ 132[9] (số hiệu 08803) (trước đây là Lữ đoàn biị binh ô tô số 3)
- Lữ đoàn cao xạ Cận vệ 14 "Kalmius"[5][10] (số hiệu 08802)
- Trung đoàn xe tăng Cận vệ 10[11] (số hiệu 08810) (trước đây là tiểu đoàn xe tăng cận vệ số 10)
- Tiểu đoàn đặc nhiệm độc lập 56 (trước đây là Tiểu đoàn đặc nhiệm "Khan")
- Tiểu đoàn đặc nhiệm Cận vệ độc lập 58 (trước đây là Tiểu đoàn đặc nhiệm "Okhotnik")
- Tiểu đoàn trinh sát 80 mang tên Pavlov (trước đây là Tiểu đoàn "Sparta")[12]
- Tiểu đoàn phòng thủ 1
- Tiểu đoàn phòng thủ 2  (tự gọi là "Sư đoàn Thợ mỏ")
- Tiểu đoàn phòng thủ 3
- Tiểu đoàn phòng thủ 4
- Tiểu đoàn phòng thủ 5
- Tiểu đoàn phòng thủ 6